# Radomir Marković
Radomir Marković je bivši vođa srpski UDBe. Rođen je 1946. godine u Lukavcu kraj Tuzle. Otac mu je bio Srbin iz Bosne, prvoborac, poslije rata pilot, časnik JNA. Majka mu je bila partizanka. Djetinjstvo je proveo u Novom Beogradu. Završio je pravni fakultet u Beogradu. Oženjen je Ivom, turističkom djelatnicom, imaju sina. Hobi mu je zrakoplovstvo, poznat je kao športski pilot. Voli igrati tenis. 24. veljače 2001. godine je uhićen u Beogradu pod sumnjom da je počinio ubojstvo.

## Karijera
Marković je karijeru započeo 1970. godine i vremenom postao inspektor u Odjelu za teška razbojništva, zatim, zapovjednik milicijske stanice Aerodroma "Beograd", načelnik Uprave za suzbijanje kriminaliteta SUP Beograd. U prvi "policijski plan" izbija kada s mjesta načelnika SUP Beograd biva smijenjen zbog sumnje da se bavi "nekim nedozvoljenim radnjama", ali se ubrzo (nakon ubojstva Radovana Stojičića - Badže, bivšeg zamjenika ministra policije, 4. travnja 1997. godine), premjestio na mjestu načelnika resora Javne sigurnosti s činom general-potpukovnika (dobiven ukazom Slobodana Miloševića, tadašnjeg predsjednika Srbije, u srpnju 1997. godine). Čin general-potpukovnika i mjesto načelnika SDB dobiva nakon smjene Jovice Stanišića 1998. godine.
Marković je ostao u sjećanju jer je rukovodio uhićenjem bračnog para Drašković lipnja 1993. godine, po šamaru koji je u stanici milicije opalio Danici Drašković kada je od njega tražila zaštitu od policijske torture, i veoma bliskoj vezi s obitelji Milošević-Marković (svojevremeno čuvao njihovog sina Marka).

## Uhićenje
Rade Marković je uhićen 24. veljače 2001. godine u Beogradu pod sumnjom da je počinio ubojstvo.
Postupajući po kaznenoj prijavi MUP Srbije, javno tužilaštvo je istražnom sucu okružnog suda u Beogradu uputilo zahtjev za provođenje istrage protiv Markovića zbog kaznenog djela ubojstva s predumišljajem, krivotvorenja službene isprave i u vezi s atentatom na Ibarskoj magistrali od 3. listopada 1999. godine, zbog "namjerno izazvane prometne nesreće kamionom marke mercedes, vlasništvo MUP Srbije", prilikom koje su poginula četvorica istaknutih članova SPO. Pored Markovića, uhićena su i dvojica njegovih suradnika.

## Vanjske poveznice
- The Case of Rade Markovic  Arhivirana inačica izvorne stranice od 6. ožujka 2021. (Wayback Machine)